# آلیس کوچمن
آلیس کوچمن (انگلیسی: Alice Coachman؛ ۹ نوامبر ۱۹۲۳ – ۱۴ ژوئیه ۲۰۱۴) ورزشکار پرش ارتفاع اهل ایالات متحده آمریکا بود.
از افتخارات وی می‌توان به کسب مدال طلا پرش ارتفاع در بازی‌های المپیک تابستانی ۱۹۴۸ اشاره کرد. وی اولین زن سیاه‌پوست بوده که برای کشور آمریکا مدال طلا کسب کرده است.